# Cassius Dionysius

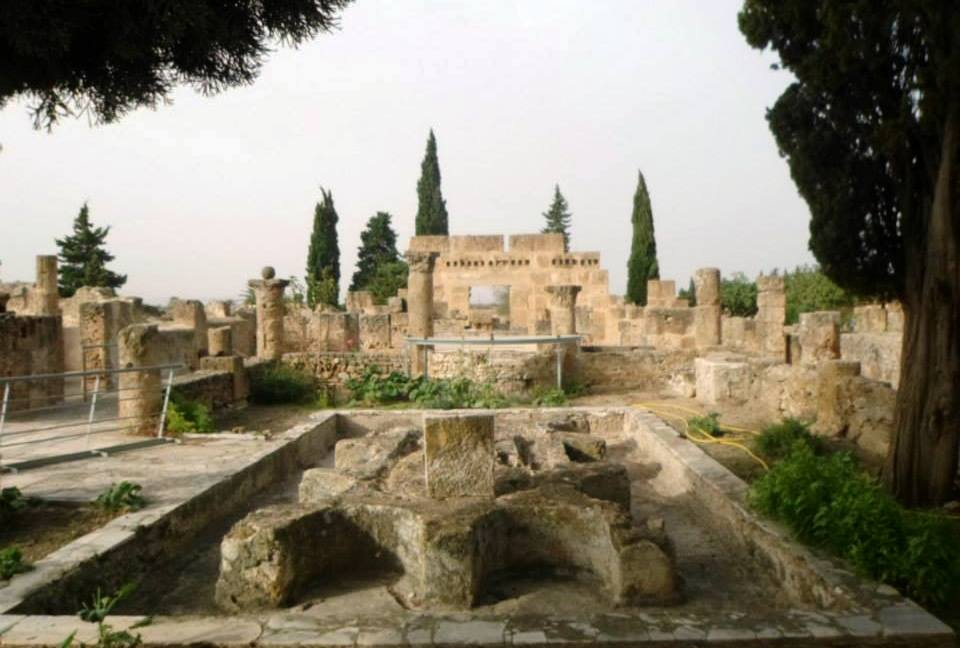
Vestiges d'Utique, cité natale de Cassius Dionysius

Cassius Dionysius, appelé aussi Cassius Dionysius d'Utique, est un écrivain nord-africain du Ier siècle av. J.-C.. Il est né à Utique (dans l'actuelle Tunisie) en 99 av. J.-C., et mort en 50 av. J.-C. dans cette même ancienne cité portuaire fondée par les Phéniciens, à une trentaine de kilomètres au nord-ouest de Carthage. 
Le peu de choses que l'on sait sur cet écrivain est qu'il est l'auteur d'un traité sur l'agriculture : les Géorgiques (en grec ancien Γεωργικα / Geôrgika, « agriculture »). On sait aussi qu'il écrivait en grec, mais apparemment pas en latin, et qu'il a traduit, sur ordre du Sénat romain, du punique au grec la fameuse œuvre agronomique de Magon le Carthaginois : l'Encyclopédie agricole. Dans sa traduction, Cassius ne s'est pas plié à une reproduction fidèle : il a condensé en 20 volumes les 28 livres composant le texte original, et il a enrichi l’œuvre ainsi traduite en y insérant « un bon nombre d'indications et de préceptes puisés dans des auteurs grecs ». Le traducteur a dédié son œuvre à un certain préteur du nom de Sextilius (probablement magistrat ayant gouverné la province d'Afrique (Afrique romaine) en 88 av. J.-C.). 
Il semble que Cassius Dionysius s'intéressait particulièrement à la botanique et aux plantes médicinales. Et d'après les nombreux auteurs qui l'ont cité, comme Varron, Diophane de Nicée, Quintus Gargilius Martialis, il est probable qu'il a produit plus d'une œuvres de son cru. Mais les Géorgiques (et ses autres traités éventuels) comme ceux de Diophane d'ailleurs ont subi le même sort que l’œuvre originale et les premières traductions de Magon, dont il ne reste que les fragments transmis de seconde main (compilations et citations). 